# Кебаб
Кебаб је средњоисточно, источносредоземно и јужноазијско јело од комада меса, рибе или поврћа печено на жару или са ражња, поријеклом из источног Средоземља, поменуто од стране Хомера, или Средњег истока, касније прихваћено у средњој Азији и областима бившег Монголског и Османског царства, прије него што се раширило широм свијета. На простору САД кебаб је синоним за шишкебаб (тур. şiş kebap) који се припрема на ражњу, док је у Европи синоним за донер кебаб (тур. döner kebap), уситњено месо у пита хлебу (источњачкој верзији танког, округлог хлеба, односно лепиње). На Средњем истоку, међутим, кебаб се односи на месо кувано изнад или поред пламена; веће или мање парче меса, или чак мљевено месо, које се може послужити на тањиру, као сендвич или у чинији.
Традиционално месо које се користи за припрему кебаба је јагњетина, али у зависности од локалног укуса и вјерске забране, кебаб се може припремати и са говедином, јаретином, пилетином, ћуретином или рибом. Као и другу храну коју су донели путници, кебаб је постао дио свакодневне кухиње у већем дијелу источног Средоземља и јужне Азије. Донер кебаб је популаран у Њемачкој као ужина након ноћног изласка.

## Историја
У Багдадском кувару из 10. века Ибн Сајара ал-Варака Китаб ал-Табик (арап. كتاب الطبيخ), зборнику већег дела наслеђа месопотамске, персијске и арапске кухиње, постоје јела kabāb, било да су одсечци меса пржени у тигању или печени на ватри.
Међутим, док се реч kebab или шишкебаб понекад може користити на енглеском као кулинарски термин који се односи на било коју врсту малих комада меса припремљеног на ражњу, кебаб се углавном повезује са разноврсношћу месних јела која су настала у средњовековним кухињама Персије и Анадолије. Иако реч има древно порекло, Турци су је популаризовали на Западу да се односи на ову палету печеног и жареног меса, које се може припремати у виду ражњића, али и као чорбе, ћуфте и други облици. Ова кухиња се проширила широм света, паралелно са муслиманским утицајем. Према Ибн Батути, мароканском путнику, кебаб се служио у краљевским кућама током Делхијског султаната (1206–1526), а чак су и обични људи уживали у њему за доручак уз наан. Јела од ћевапа су усвојена и интегрисана са локалним стиловима кувања и иновацијама, од свеприсутне донер кебаб брзе хране, до многих варијација шишкебаба, као што је сатаји у југоисточној Азији.
Реч kebab је вероватно дошла у енглески крајем 17. века из арапског kabāb, делом преко хиндустанског, персијског и турског. Према лингвисти Севану Нишањану, турска реч кебап такође потиче од арапске речи кабаб, што значи печено месо. Појављује се у турским текстовима већ у 14. веку, у Kyssa-i Yusuf (прича о Јосифу), иако још увек у арапском облику. Нишањан наводи да та реч има еквивалентно значење „пржења/печења“ са „kabābu“ на старом акадском језику и „kbabā/כבבא“ на арамејском. Насупрот томе, историчар хране Гил Маркс каже да су средњовековни арапски и турски термини преузети из персијског kabab, који вероватно потиче од арамејског.
Речник америчког наслеђа такође даје вероватно источносемитско коренско порекло са значењем „горети“, „угљенисати“ или „пећи“, из арамејског и акадског. Вавилонски Талмуд наводи да се храмске понуде не могу бити kabbaba (опаљене). Ове речи указују на порекло у праисторијском протоафроазијском језику: *kab-, спалити или пећи.

## Сорте по регионима
У већини земаља енглеског говорног подручја, kebab може бити класични шишкебаб или сувлаки – мале коцкице меса куване на ражњу – или, у Северној Америци где је познатији као гирос, где као и ван Северне Америке брза храна је позната као донер кебаб. Насупрот томе, на индијском енглеском, бангладешком енглеском, пакистанском енглеском и на језицима Блиског истока, других делова Азије и муслиманског света, кебаб је било које од широког спектра јела од меса са роштиља. Нека јела која су ултиматно изведена из блискоисточног кебаба могу имати различита имена на локалним језицима, као што је кинески чуан.

### Европа

#### Грчка
Док историја уличне хране у Грчкој сеже у античко доба, култни грчки гирос и сувлаки, какви су данас познати, настали су тек након Другог светског рата. У Атини су га 1950-их унеле грчке избеглице из Турске и са Блиског истока, гирос је првобитно био познат једноставно као донер кебаб. Обично се служи као сендвич умотан у пита хлеб или на тањиру, са помфритом и разним салатама и сосовима као што је цацики. Касније, 1960-их, продавци су такође почели да продају јела у истом стилу направљена са сувлакијем, који подсећа на турски шишкебаб, али се обично прави од свињетине.
Отприлике у исто време, грчка реч gyros заменила је döner kebab, а грчки стил јела се проширио и постао популаран, посебно у Северној Америци и разним другим деловима света.
За разлику од других области Грчке, у Атини се обе врсте сендвича могу назвати сувлаки, док се месо на ражњу назива каламаки.
Иако је гирос несумњиво блискоисточног порекла, питање да ли је савремени сувлаки у Грчку дошао преко турске кухиње, и да ли га треба сматрати грчким стилом шишкебаба, или је савремено оживљавање грчке традиције која датира још из 17. века п. н. е. Минојске цивилизације, је тема понекад жестоких дебата, барем између Грка и Турака. Док говорници других језика могу називати сувлаки ражњиће ћевапима, они се тако не називају у Грчкој.